# Fatusuki
Fatusuki is een bestuurslaag in het regentschap Kupang van de provincie Oost-Nusa Tenggara, Indonesië. Fatusuki telt 587 inwoners (volkstelling 2010).